# Santa Maria de Falset
Santa Maria de Falset és un monument del municipi de Falset (Priorat) protegit com a bé cultural d'interès local. És un edifici de planta rectangular, bastit amb maçoneria arrebossada i pintada i cobert amb teulada a dues vessants. Interiorment presenta una disposició de tres naus i creuer sobresortit, absis poligonal i sengles capelles laterals. La nau central de quatre tramades amb cor a la primera és separada per les laterals per pilastres. La volta de mig punt amb llunetes arrenca d'un fris continu. El creuer és cobert per una cúpula i les naus laterals per volta d'aresta. A un costat hi ha la capella del Santíssim construïda al segle xix. El campanar, de planta octogonal, sis pisos i coberta piramidal, és situat als peus. A la façana hi trobem tres portes, dues finestres i un ull de bou i un rellotge de sol. La porta principal -formada per un arc escarser és emmarcada per sengles columnes un entaulament i una fornícula al damunt de la mare de déu- destaca en relació amb les altres.
En substitució de l'església romànica, el 29 de maig de 1763, s'atorgà escriptura per a la construcció del nou temple parròquia per part de Pere Olivés per un import de 27.000 lliures. La construcció anà a càrrec del mestre d'obres de Cornudella i s'utilitzaren materials nobles de l'antiga església i del castell, tal com es documentà en l'any 1774. Fou beneïda el 1780. El 6 de març de 1787 s'esfondrà la cúpula provocant cinc morts. El 1887 fou beneïda la nova capella del Santíssim al mateix temps que es feien algunes obres de restauració. Durant la Guerra Civil foren cremats els retaules i part de la façana fou malmesa per una bomba.